# Johan Oremo
Johan Oremo, né le 24 octobre 1986 en Suède, est un footballeur suédois. Il joue au poste d'attaquant au club de Halmstads BK.

## Biographie
Johan commence sa carrière dans des clubs de divisions inférieures suédoises, où il marque beaucoup de buts.
Johan est recruté par une équipe de division 1 nommé Gefle IF en 2007. Avec Gefle, il inscrit 15 buts en 36 matchs de D1.
Ses bonnes performances lui valent un transfert en 2008 vers le club de Djurgårdens IF.

## Statistiques détaillées
| Saison | Club           | Division   | Pays  | Championnat         |
| ------ | -------------- | ---------- | ----- | ------------------- |
| 2005   | Rengsjö IF     | Amateure   | Suède | 22 matchs / 37 buts |
| 2006   | Bollnäs IF     | Amateure   | Suède | 12 matchs / 12 buts |
| 2006   | Söderhamn IF   | Amateure   | Suède | 12 matchs / 13 buts |
| 2007   | Gefle IF       | Allsvenska | Suède | 24 matchs / 11 buts |
| 2008   | Gefle IF       | Allsvenska | Suède | 12 matchs / 4 buts  |
| 2008   | Djurgårdens IF | Allsvenska | Suède | 14 matchs / 3 buts  |
| 2009   | Djurgårdens IF | Allsvenska | Suède | 14 matchs / 0 but   |
| 2010   | Djurgårdens IF | Allsvenska | Suède | 23 matchs / 3 buts  |
| 2011   | Djurgårdens IF | Allsvenska | Suède | 8 matchs / 1 but    |
| 2012   | Gefle IF       | Allsvenska | Suède | 21 matchs / 1 but   |

## Sélections
- 15 sélections et 1 but en équipe de Suède des moins de 21 ans entre 2006 et 2009
- 2 sélections en équipe de Suède depuis l'année 2008

## Palmarès
Vierge